# Eurodistretto
Un eurodistretto è un'entità amministrativa europea che raggruppa agglomerazioni urbane situate a cavallo della frontiera fra due o più stati. Al contrario delle comunità urbane, offre un quadro alla cooperazione e all'integrazione dei comuni che lo costituiscono. In più, conferisce una identità regionale transnazionale ed è un simbolo forte dell'integrazione europea.

## Descrizione
I primi eurodistretti entrati in funzione riguardano principalmente la Francia e sono:
- Eurodistretto Strasburgo-Ortenau
- Mulhouse-Colmar-Friburgo in Brisgovia
- Lilla-Courtrai
- Saarland-Mosella
- Eurodistretto adriatico (istituito il 29 marzo 2008)

La loro istituzione è possibile
- con un semplice accordo di messa in comune di progetti territoriali
- in modo più istituzionalizzato, nell'insieme dei GLCT (Groupement Locale de Coopération Transfrontalière, Raggruppamento locale di cooperazione transfrontaliera) definendo i dettagli della cooperazione intercomunale transfrontaliera.
- secondo una istituzionalizzazione ancora più spinta, per esempio con delle strutture che dispongano il trasferimento di poteri ed elette da tutti i cittadini dei distretti. Le attuali Costituzioni nazionali, in particolare quelle dei paesi molto centralizzati, fanno spesso sì che accordi di questo tipo divengano difficoltose, tanto da richiedere attenzioni e strumenti giuridici diversi da Paese a Paese.

Va osservato che esistono in parallelo in Europa delle modalità di cooperazione transfrontaliera tra regioni sotto l'appellativo di euroregione. Un eurodistretto può del resto essere situato all'interno di una euroregione e avere alcuni legami con essa.